# ベローシファカ
ベローシファカ (Propithecus verreauxi) は、哺乳綱霊長目インドリ科シファカ属に分類される霊長類。

## 分布
マダガスカル南部・南西部・西部

## 形態
体長40-48cm。尾長50-60cm。体重は成体のオスでは平均3.6kg、成体のメスでは平均3.4kgほど。
雌雄同色。被毛は主に白色で、頭頂部は黒やチョコレート色。全身が白みがかる個体もみられる。
尾や後ろ脚は長い。僅かだが水かきがある。

## 分類
以前は複数の亜種を含んでいたが、2000年代以降は以下のように分割する説が有力とされる。
- コクレルシファカ（英語版）P. coquereli
- クロカンムリシファカ（英語版）P. coronatus
- デッケンシファカ（英語版）P. deckenii

## 生態
乾燥林・河辺林などに生息する。樹上棲。2-12頭の複数の雌雄が含まれる小規模な群れを形成し生活する。昼行性。
樹間を移動する際には、10mの距離を跳躍する事もできる。地上では二足歩行である。
特に開けた地表を通る際は、後肢と尾でバランスを取り、踊るような横っ跳びで移動する。この横っ跳びのエネルギー効率が良いのか否かについては見解が分かれている。
食性は植物食で、植物の葉、花、果実、樹皮などを食べる。地表に降りて水を飲む事は無く、多肉植物や体毛に付着した水滴を嘗めることで水分を摂取する。
1-2月に交尾し、妊娠期間は155-165日。6-7月に1回に1頭の幼獣を産む。生後3-5年で性成熟する。最初の6～8週間は、幼獣は母親の腹にしがみつき、その後の19週間は母親の背中にしがみつく。 
尿を使ってマーキングを行う。胸に染みのような模様を持つオスは活発にマーキングを行うと考えられており、この模様はテストステロンレベルと関連しているとの意見もある。
主な天敵として、フォッサ、野良犬、猛禽類などが挙げられる。なお、特に猛禽類に対しては、吠えるような鳴き声を発する習性がある。

## 人間との関わり
生息地では、食用とすることを禁忌とする部族も存在する。
農地開発や焼畑農業、薪や木炭採取・帆船やカヌーを作るための森林伐採、家畜の牧草地を作るために行われる無秩序な野焼きなどに起因する生息地の破壊、移民も含めた人々による食用の狩猟などにより生息数は減少している。長期的な干ばつによる影響も懸念されている。
1975年のワシントン条約発効時から、インドリ科単位でワシントン条約附属書Iに掲載されている。

## ギャラリー

横っ跳びで移動する様子
生息域
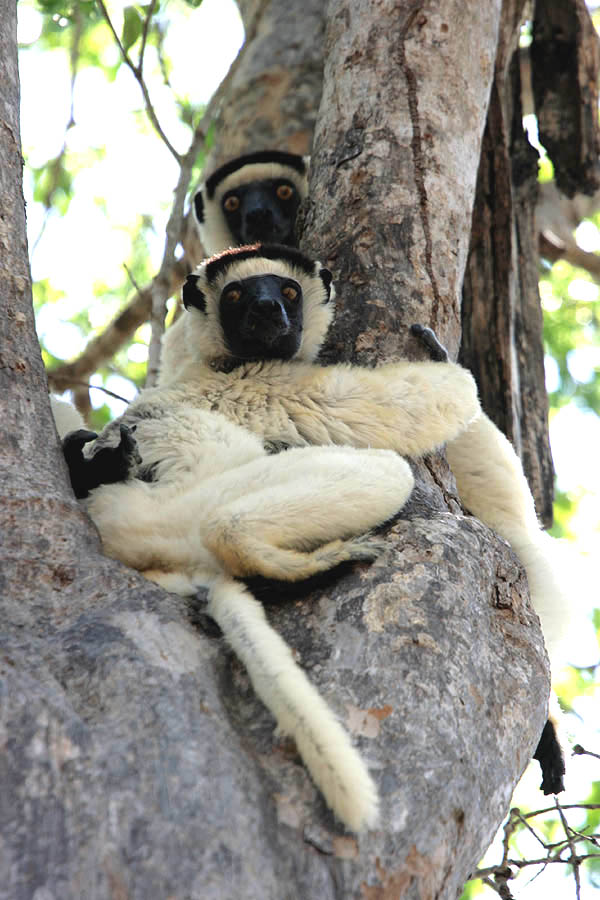
成体
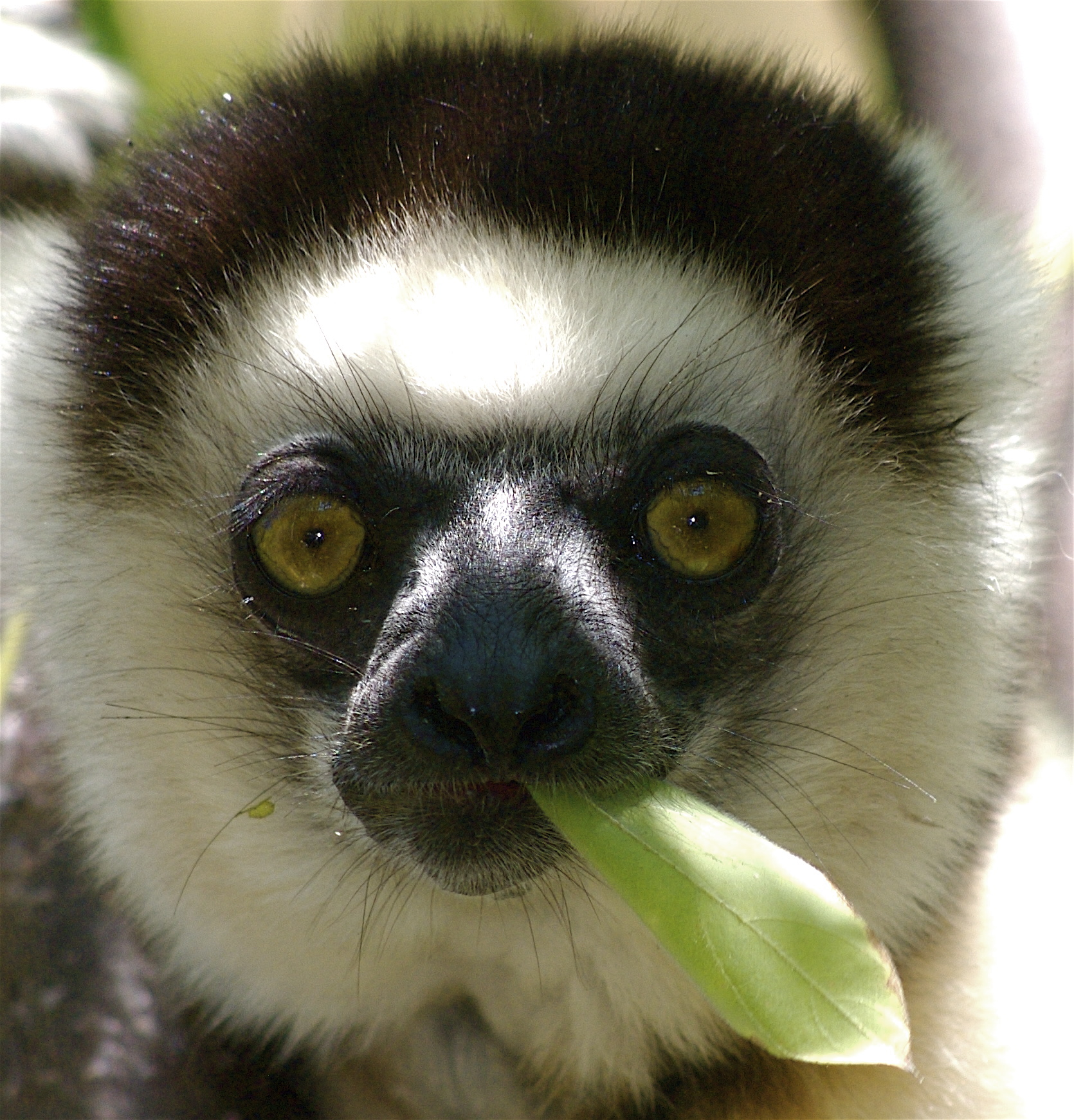
頭部
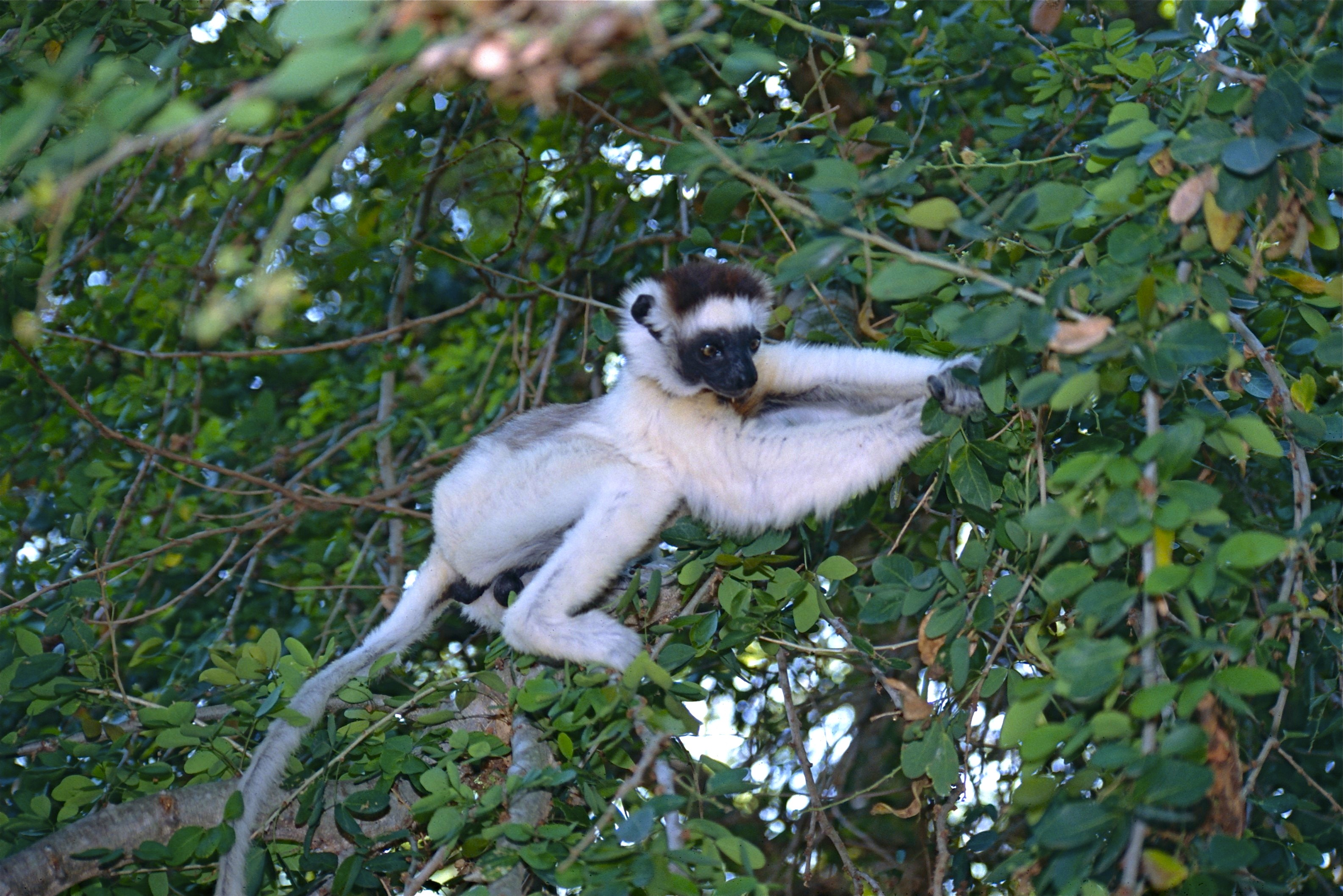
幼獣